# 加拉爾

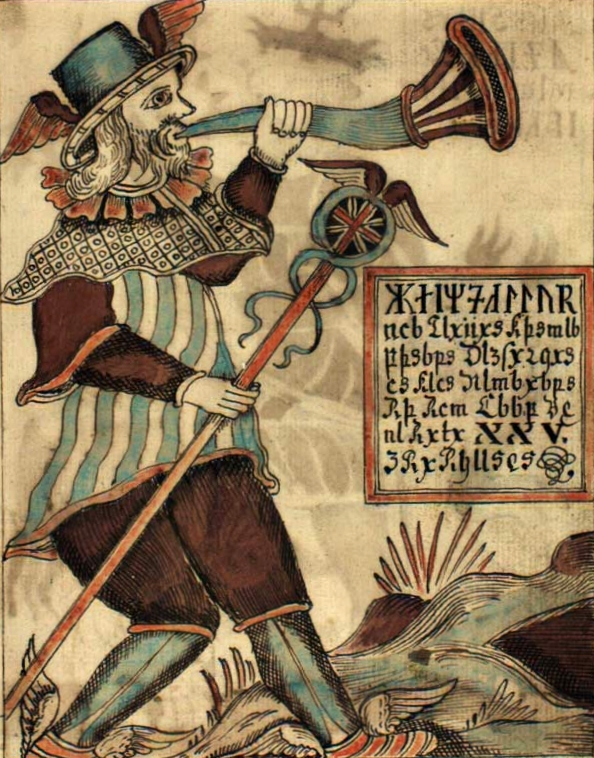
18世紀冰島手抄本中海姆達爾吹響號角的插畫

加拉爾（Gjallarhorn）， 這個字有「呼喊」或「大叫」之意； 是「號角」。此神器的名字即「呼喊者」或「歌唱者」。但大部分都翻譯做「海姆達爾的號角」或「賈拉紅」。這把號角是阿斯嘉特的守護神海姆達爾所有的，平日收在世界之樹的高枝裡，此時那角代表的就是新月。當海姆達爾看到巨人闖進阿斯嘉特時，他就會吹響此號角用來警告諸神。
由密米爾看管的智慧泉水中，有一個同名的角，平時密米爾會用它來飲用泉水。至於兩個角是否為同一個，則說法不一。